# Laguian-Mazous
Laguian-Mazous é uma comuna francesa na região administrativa de Occitânia, no departamento de Gers. Estende-se por uma área de 9,98 km². Em 2010 a comuna tinha 245 habitantes (densidade: 24,5 hab./km²).